# كوندي والخميس الوطني
كوندي والخميس الوطني هو فيلم وثائقي للمخرجة الكاميرونية أريان أستريد أتودجي صدر في عام 2010.

## القصة
كوندي قرية كبيرة يبلغ عدد سكانها 1200 نسمة وتقع في شرق الكاميرون. وإدراكًا منهم لثرواتهم الغابوية، يقرر القرويين استخدامها لمحاربة الفقر. لذلك جاءتهم فكرة تنظيم أنفسهم في مجموعات لإنشاء مزرعة كاكاو على مساحة عدة هكتارات من أجل ضمان استقلاليتهم. ومن ثم فقد أطلقوا «خميسًا وطنيًا» وهو يوم واحد في الشهر، يعملون فيه على إنشاء مزرعة كاكاو. الفيلم يرى الحياة في القرية من منظور الإدارة الذاتية.

## جوائز وترشيحات
- 2010 : مهرجان دبي السينمائي الدولي - (جائزة لجنة التحكيم الخاصة في مسابقة المهر الآسيوي-الأفريقي للأفلام الوثائقية).[1][2]
- 2011 : مهرجان نامور الدولي للفيلم الفرانكفوني - (ترشيح في 4 قئات)[3]
- 2011 : مهرجان سينما الواقع - (ترشيح في فئتين)[4]
- 2011 : جائزة الأكاديمية الأفريقية للأفلام لأفضل فيلم وثائقي
- 2011 : مهرجان طريفة للسينما الأفريقية في طنجة - جائزة Griot de Ébano لأفضل فيلم وثائقي.

## روابط خارجية
كوندي والخميس الوطني على موقع IMDb (الإنجليزية)
- كوندي والخميس الوطني على موقع ألو سيني (الفرنسية)
- كوندي والخميس الوطني على موقع أول موفي (الإنجليزية)
- كوندي والخميس الوطني على موقع فيلمافينيتي (الإسبانية)
- كوندي والخميس الوطني على موقع كينوبويسك (الروسية)